# John Garrick

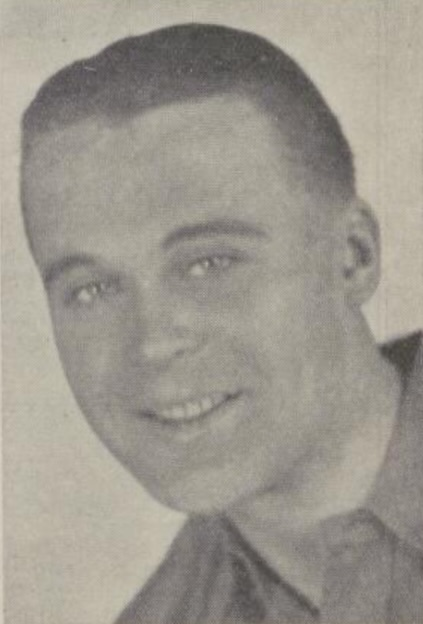
Imagen de John Garrick.

John Garrick (Reginald Dandy; Brighton, 31 de agosto de 1902 – São Francisco, 22 de dezembro de 1966) foi um ator de cinema britânico da era do cinema mudo.

## Filmografia selecionada
- The Sky Hawk (1929)
- Song of My Heart (1930)
- The Lottery Bride (1930)
- Just Imagine (1930)
- Charlie Chan Carries On (1931)
- Bad Company (1931)
- Chu Chin Chow (1934)
- Turn of the Tide (1935)
- The Rocks of Valpre (1935)
- To Catch a Thief (1936)
- I Live Again (1936)
- Bells of St. Mary's (1937)
- Knights for a Day (1937)
- Special Edition (1938)
- The Great Victor Herbert (1939)
- Suicide Legion (1941)